# Lotus 88
Lotus 88 – bolid brytyjskiego zespołu Essex Lotus przeznaczony na 1981 rok. Zadebiutował podczas GP Stanów Zjednoczonych - Zachód. Kierowcami bolidu w sezonie 1981 byli, Włoch Elio de Angelis oraz Brytyjczyk Nigel Mansell. Bolid nigdy nie wystartował w wyścigu Grand Prix Formuły 1.